# Bundesautobahn 111

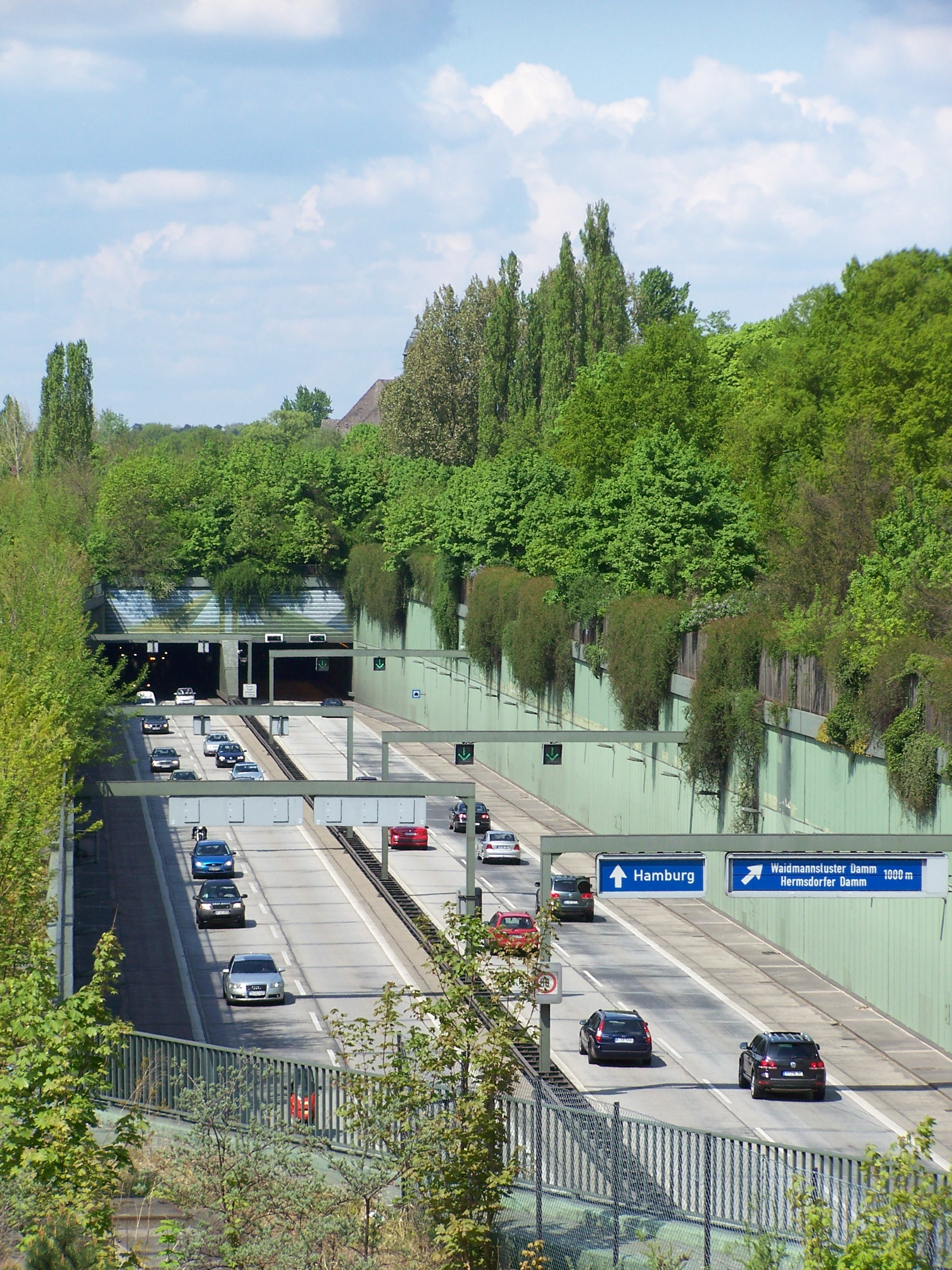
Abschnitt der A 111 vor dem Tunnel Ortskern Tegel

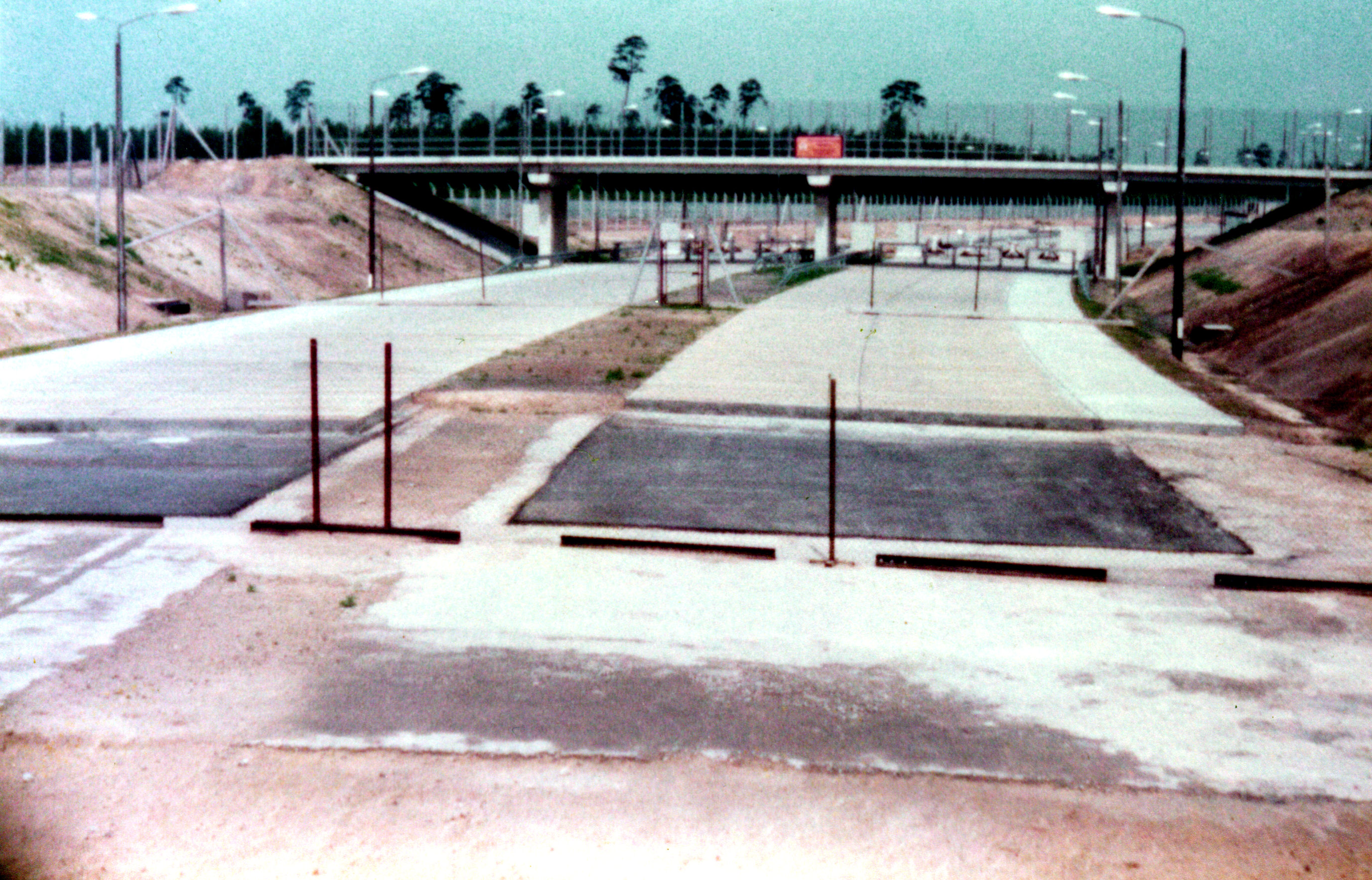
Bau der A 111 am Grenzübergang zwischen Stolpe und Heiligensee, 1982

Die Bundesautobahn 111 (Abkürzung: BAB 111) – Kurzform: Autobahn 111 (Abkürzung: A 111), auch Zubringer Oranienburg genannt – verläuft im Norden Berlins und verbindet die Berliner Stadtautobahn (A 100) mit dem Berliner Ring (A 10) vom Dreieck Charlottenburg über das ehemalige Kreuz Reinickendorf zum Kreuz Oranienburg.

## Geschichte
Bereits zu Zeiten der Weimarer Republik existierten Pläne zur Errichtung einer Autobahn zwischen Berlin und Hamburg. Der 1938 begonnene Bau der Strecke, die bei Dallgow in die Heerstraße einmünden sollte, wurde allerdings schon 1940 wieder eingestellt.
Auf Berliner Stadtgebiet war im Flächennutzungsplan von 1965 die Errichtung der Westtangente (ab 1975 A 11) vorgesehen, die von Steglitz über das Kreuz Schöneberg vorbei am Lehrter Bahnhof zur Amrumer Straße führen sollte. Im weiteren Verlauf – teilweise als Autobahn Berlin Nord bezeichnet – sollte die Autobahn östlich am Flughafen Tegel vorbei zur Anschlussstelle Hermsdorfer Damm führen. Während der erste südliche Abschnitt der Westtangente bereits 1968 eröffnet wurde, begannen 1971 die Bauarbeiten an der heutigen AS Kurt-Schumacher-Damm und 1972 am Tunnel Flughafen Tegel.
Unterdessen begann in der DDR im Rahmen des Autobahnbaus Berlin-Rostock die Vervollständigung des nördlichen und westlichen Teils des Berliner Rings, dessen südöstliche Hälfte bereits vor dem Ende des Zweiten Weltkriegs fertiggestellt worden war. 1974 nahm die Bundesregierung Verhandlungen mit der DDR über den Bau einer Transitstrecke zwischen Hamburg und Berlin auf. 1978 vereinbarten BRD und DDR schließlich die Errichtung einer Transitautobahn als Ersatz der bestehenden Transitstrecke über die Fernstraße 5, wobei die Route südlich von Wittstock auf der neuen Autobahn Berlin-Rostock verlaufen und die BRD die Baukosten tragen sollte. Des Weiteren sollte die BRD für den Anschluss zwischen Hamburg und innerdeutscher Grenze sowie zwischen dem nördlichen Berliner Ring und West-Berlin – die heutige A 111 – sorgen. Hierzu wurde festgelegt, die geplante A 11 über die AS Hermsdorfer Damm hinaus durch den Tegeler Forst zur nördlichen Stadtgrenze zu verlängern. Der Transitverkehr nach Hamburg sollte fortan ausschließlich über einen neu zu errichtenden Grenzübergang bei Berlin-Heiligensee abgewickelt werden.
In West-Berlin wurden 1979 die Abschnitte AS Seidelstraße bis AS Holzhauser Straße sowie AS Scharnweberstraße bis zum Hohenzollernkanal inkl. Tunnel Flughafen Tegel ein Jahr früher als geplant für den Verkehr freigegeben. Somit war die Autobahn zwischen der provisorischen AS Wittestraße (nördlich der AS Holzhauser Straße) und dem Autobahndreieck Charlottenburg (A 100) durchgängig befahrbar. 1981 wurde die heutige Anschlussstelle Kurt-Schumacher-Platz eröffnet. Aufgrund von Protesten beschloss der Berliner Senat 1981, den Streckenabschnitt durch den Tegeler Forst nicht als Autobahn mit insgesamt vier Fahrstreifen, sondern nur als Bundesstraße mit zwei Fahrstreifen zu errichten.
Bis November 1982 wurden der in der DDR gelegene Teil der Autobahntrasse Berlin-Hamburg sowie der Anschluss nach Hamburg planmäßig fertiggestellt. Der Bau des Abschnitts zwischen AS Waidmannsluster Damm / Hermsdorfer Damm und dem neuen Grenzübergang bei Stolpe hatte jedoch erst im Januar 1982 begonnen und wurde im Dezember 1982 nach einer Klage der Bürgerinitiative Autobahn Tegel durch das Oberverwaltungsgericht gestoppt, sodass Ende 1982 auf Berliner Gebiet nur der Abschnitt zwischen Zonengrenze und AS Schulzendorfer Straße fertiggestellt war und der Transitverkehr nach Hamburg vorerst weiterhin über den Grenzübergang Staaken abgewickelt werden musste.
Nach weiter anhaltenden Protesten wurde die Strecke schließlich zwischen den Anschlussstellen Schulzendorfer Straße und Waidmannsluster Damm als Bundesstraße mit 15 Meter breitem Querschnitt und nur einem Fahrstreifen je Richtung ausgeführt. Darüber hinaus wurde die Trasse dicht an Heiligensee entlanggeführt („Vetter-Knie“) und durch den Bau zweier Tunnel – Forsthaustunnel und Beyschlagtunnel – sollten die Auswirkungen auf die Landschaftsschutzgebiete des Tegeler Fließes und des Tegeler Forstes verringert werden. Ab 1985 wurde die Strecke – teilweise in der Lage der 1984 stillgelegten Kremmener Bahn – errichtet; als Ausgleichsmaßnahme für den Bau wurde die parallel verlaufende Ruppiner Chaussee geschlossen. Der Autobahnabschnitt zwischen AS Wittestraße und AS Waidmannsluster Damm sowie der daran anschließende Fernstraßenabschnitt zur AS Schulzendorfer Straße mit der Bezeichnung B 111 wurden schließlich im Dezember 1987 fertiggestellt. Fortan wurde die Strecke bis zur deutschen Wiedervereinigung im Jahr 1990 für den Transitverkehr durch die DDR nach Hamburg und Malmö (Schweden) mit dem Grenzübergang Heiligensee/Stolpe genutzt.
Nach der Wiedervereinigung wurde die Bezeichnung der Autobahn von A 11 zu A 111 geändert. Aufgrund des deutlich gestiegenen Verkehrsaufkommens wurde schnell eine Verbreiterung des Abschnitts zwischen Schulzendorfer Straße und Waidmannsluster Damm gefordert, die bis 2001 umgesetzt wurde. Danach erfolgte die Hochstufung des Abschnitts zur Autobahn.

## Tunnel Flughafen Tegel
Der Tunnel Flughafen Tegel Berlin, kürzer Tunnel Flughafen Tegel (TFT), wurde 1979 im Zuge des Baus der A 111 in Betrieb genommen. Die Länge der Tunnelröhre Ost (Fahrtrichtung Nord) beträgt 967 m, die Tunnelröhre West (Fahrtrichtung Süd) erstreckt sich über eine Länge von 878 m. Die zwei getrennten Tunnelröhren wurden in offener Bauweise in einer Baugrube mit Grundwasserabsenkung errichtet und anschließend abgedeckt, sodass die Start- und Landebahn des Flughafens darüber liegt. Die Außenwandstärken betragen 80 cm, die Mittelwand wurde mit einer Dicke von 60 cm konzipiert. Die Sohlplatte hat eine Regelplattenstärke von 1,20 m. Die Stärke der Deckenplatte beträgt im Mittel einen Meter. Die lichte Weite innerhalb der beiden Tunnelröhren beträgt jeweils ca. 10,50 m, die lichte Höhe wurde mit 5,50 m konzipiert und ist mit Ausbauten bei minimal 4,81 m. Aufgrund von verschärften Sicherheitsrichtlinien für Straßentunnel (unter anderem 2004/54/EG vom 29. April 2004) und der in den 1990er Jahren erforschten Undichtigkeiten des Tunnels wurde eine Grundinstandsetzung geplant, die beginnend mit dem 8. November 2006 für 18 Monate mit einer Vollsperrung durchgeführt wurde.
Da der Tunnel über keine für den Havariefall ausreichende Entrauchungsanlage verfügt, wird er regelmäßig bei Staugefahr durch die Verkehrslenkung Berlin gesperrt und der Verkehr wird über die Anschlussstelle Kurt-Schumacher-Platz und den Kurt-Schumacher-Damm umgeleitet.

## Transponder in der Asphaltdecke
Im Zeitraum Oktober bis Dezember 2011 erfolgte auf einem 7,5 Kilometer langen Abschnitt der A 111 bei Hennigsdorf während der Erneuerung der Asphaltdecke der Einbau von Transpondern im Abstand von je 50 Metern. Mit diesem Pilotprojekt, das rund vier Millionen Euro kostete, werden über die Chips alle relevanten Daten ab dem Tag des Einbaus der neuen Asphaltdecke gespeichert. Laut der beauftragten Forschungsfirma Kirchner  führt das erstmals zu einer exakten Erfassung aller Parameter des Herstellungsprozesses wie Lufttemperatur, Windstärke, Temperatur und Feuchtigkeit des Untergrundes sowie Abweichungen der vorgegebenen optimalen Werte des Baumaterials. Diese Gütekontrolle ermöglicht es, die besten Varianten zu ermitteln, die dann wiederum zu einer längeren Haltbarkeit später herzustellender Straßendecken führen sollen. Die Chips sind einen Millimeter dick und haben einen Durchmesser von zehn Millimetern. Sie bleiben bis zur folgenden Fahrbahnerneuerung in der Decke, die Daten können jederzeit abgerufen werden. Als Nächstes wird daran gearbeitet, die Datenchips zur Steuerung der Verkehrsströme, der Winterdienste oder gar zur Fahrbahnheizung weiterzuentwickeln.

## Zukunft
Aufgrund des baulichen Zustands ist eine Sanierung des 12,6 km langen Berliner Abschnitts der A 111 von Grund auf erforderlich. Dies umfasst, neben der Erneuerung der Fahrbahn, auch die Sanierung der Tunnel Beyschlagsiedlung, Forstamt Tegel und Tegel Ortskern sowie den Ersatzneubau der abgängigen Brücken in diesem Streckenabschnitt. Mit der Planung und Durchführung der Baumaßnahmen wurde die DEGES beauftragt. Mit Baubeginn ist frühestens 2026 zu rechnen.
Im Rahmen der Errichtung des Schumacher-Quartiers nach Schließung des Flughafens Tegel ist vorgesehen, die Anschlussstelle Kurt-Schumacher-Damm zurückzubauen und durch eine weiter nördlich verlaufende Stadtstraße zu ersetzen.

## Sonstiges
Die Omnibus-Haltestelle Hinckeldeybrücke nahe dem ehemaligen Flughafen Tegel, die von der Linie M21 bedient wird, ist die einzige Bushaltestelle in Deutschland an einer Autobahn. Bis in die 1980er Jahre hinein gab es auch auf der Berliner Stadtautobahn und  der Westtangente mehrere Bushaltestellen, die von den BVG-Linien 65 und 84 bedient wurden.